# Нильпотентная матрица
Нильпотентная матрица — матрица, являющаяся нильпотентным элементом относительно умножения, то есть матрица {\displaystyle P}, для которой существует целое число {\displaystyle n} такое, что выполняется условие {\displaystyle P^{n}=O}, где {\displaystyle O} — нулевая матрица. 
Если в поле комплексных чисел все собственные значения матрицы равны нулю, то матрица нильпотентна. Это определение является аналогом предыдущего.
Примеры:
- матрица {\displaystyle {\begin{pmatrix}0&1\\0&0\end{pmatrix}}} нильпотентна, так как {\displaystyle N^{2}=O};
- матрица {\displaystyle {\begin{pmatrix}0&2&1&6\\0&0&1&2\\0&0&0&3\\0&0&0&0\end{pmatrix}}} нильпотентна, так как {\displaystyle N^{4}=O};